# Mario Medina (Fußballspieler)
Mario Medina (* 2. September 1952) ist ein ehemaliger mexikanischer Fußballspieler, dessen Stammposition sich im offensiven Mittelfeld befand.

## Leben

### Verein
Mario Medina erhielt seinen ersten Profivertrag in der Saison 1972/73 beim Toluca FC, mit dem er die Meisterschaft in der Saison 1974/75 gewann und bei dem er bis zur Saison 1980/81 unter Vertrag stand. Anschließend wechselte er in die Hauptstadt zum CD Cruz Azul, bei dem er in der Saison 1981/82 nur viermal eingesetzt wurde und noch in derselben Saison seine aktive Laufbahn beendete.

### Nationalmannschaft
Sein Debüt im Dress der mexikanischen Nationalmannschaft gab Medina in einem am 3. August 1975 in den USA ausgetragenen Freundschaftsspiel, das gegen die DDR mit 0:1 verloren wurde. Sein letzter Länderspieleinsatz fand bei der unerwarteten 0:4-Niederlage gegen Neuseeland am 20. August 1980 statt. 
Seine beiden Länderspieltore erzielte Medina im November 1979 in den Spielen gegen Peru (1:0) und Finnland (1:1). 
Höhepunkt seiner Länderspielkarriere war die Nominierung für das WM-Aufgebot der Mexikaner, bei dem Medina allerdings nicht zum Einsatz kam. 

## Erfolge
- Mexikanischer Meister: 1974/75